# Une page d'amour
Une page d’amour est un roman d’Émile Zola publié en 1878, le huitième volume de la série Les Rougon-Macquart.

## Résumé
L’héroïne est Hélène Mouret, fille d’Ursule Macquart et du chapelier Mouret. À l’âge de dix-sept ans, elle épouse Charles Grandjean avec qui elle a une fille, Jeanne, maladive et en proie à des « crises » régulières. La famille monte à Paris, où Grandjean meurt peu après son arrivée. Veuve d’un homme qu’elle n’a jamais vraiment aimé, Hélène est prise d’une passion violente pour le docteur Deberle, son voisin, qui l’a secourue lors d’une des crises de sa fille.
Mais cette dernière éprouve pour sa mère une passion non moins violente : elle ne supporte pas de la voir sourire à d’autres enfants ou à d’autres hommes. Le jour où Hélène se donne à Deberle, Jeanne, qui avait tout pressenti, se met à sa fenêtre sous la pluie et contracte ce qu’on appelait alors une phtisie galopante (tuberculose), dont elle meurt trois semaines plus tard.
Par la suite, Hélène épousera un nommé Rambaud, avec qui elle ira vivre à Marseille. Elle retournera tout de même, à la fin du roman, à Paris, où elle ne restera que quelques heures.

## Critique
Une page d'amour est l’un des romans les plus méconnus de la série, peut-être parce qu’on n’y rencontre pas, du moins en apparence, la violence souvent provocatrice des autres œuvres. On y trouve pourtant une analyse de la passion amoureuse qui ne manque pas d’intérêt, et surtout une description très précise, à travers le personnage de Jeanne, des troubles psychologiques qui peuvent se développer chez une enfant lorsqu’elle entre dans la puberté. Bien entendu, les lois de l’hérédité, thème majeur de la série des Rougon-Macquart, ne sont pas oubliées. Du point de vue de l’hérédité telle que la conçoit Zola, Jeanne est en effet le personnage le plus intéressant de la série car elle a hérité à la fois de la faiblesse mentale de son aïeule Adélaïde Fouque et de la faiblesse physique de sa grand-mère Ursule Macquart qui était phtisique. De plus, comme sa grand-mère, Jeanne meurt de phtisie.
Henri Guillemin, dans la préface des éditions Fasquelle, souligne que cet ouvrage apparaît comme contraste de L'Assomoir après son succès en 1876.